# Rita Kuti Kis
Rita Kuti Kis (Lengyeltóti, 13 de fevereiro de 1978) é uma ex-tenista profissional húngara. Conquistou um título de simples no circuito WTA e teve o melhor ranking na mesma modalidade - nº 47, em 12 de junho de 2000.